# New Hope (Minnesota)
New Hope és una població dels Estats Units a l'estat de Minnesota. Segons el cens del 2000 tenia 20.873 habitants.

## Demografia
Segons el cens del 2000, New Hope tenia 20.873 habitants, 8.665 habitatges, i 5.268 famílies. La densitat de població era de 1.583,3 habitants per km².
Dels 8.665 habitatges en un 27,2% hi vivien nens de menys de 18 anys, en un 47,2% hi vivien parelles casades, en un 10,4% dones solteres, i en un 39,2% no eren unitats familiars. En el 32,3% dels habitatges hi vivien persones soles el 12,5% de les quals corresponia a persones de 65 anys o més que vivien soles. El nombre mitjà de persones vivint en cada habitatge era de 2,29 i el nombre mitjà de persones que vivien en cada família era de 2,91.
Per edats la població es repartia de la següent manera: un 21,3% tenia menys de 18 anys, un 8,1% entre 18 i 24, un 30,2% entre 25 i 44, un 22,7% de 45 a 60 i un 17,8% 65 anys o més.
L'edat mediana era de 38 anys. Per cada 100 dones de 18 o més anys hi havia 83,4 homes.
La renda mediana per habitatge era de 46.795$ i la renda mediana per família de 60.424$. Els homes tenien una renda mediana de 41.192$ mentre que les dones 29.454$. La renda per capita de la població era de 23.562$. Entorn del 4,1% de les famílies i el 6,5% de la població estaven per davall del llindar de pobresa.

## Poblacions més properes
El següent diagrama mostra les poblacions més properes.